# Notturno op. 55 n. 1 (Chopin)
Il Notturno op. 55 n. 1 in Fa minore è una composizione di Fryderyk Chopin scritta nel 1843.

## Storia
Chopin compose il Notturno in Fa minore nel 1843 a Nohant, la residenza estiva di George Sand dove, ormai da qualche anno, era solito passare l'estate in compagnia della scrittrice e di alcuni amici. Dopo un inverno trascorso discretamente, nonostante qualche malessere, il compositore giunse a Nohant nel mese di maggio e si dedicò subito a realizzare il suo quindicesimo Notturno che sarà seguito subito dopo da quello in Mi bemolle maggiore. Verso la metà di dicembre Chopin spedì il manoscritto dei due notturni op. 55 all'editore Breitkopf & Härtel di Lipsia per la pubblicazione; l'amico Auguste Franchomme si occupò invece delle trattative con Schlesinger a Parigi, ma i tempi risultarono più lunghi e le due composizioni furono date alle stampe in Francia solo nell'agosto del 1844. I due Notturni furono dedicati a Jane Stirling, allieva scozzese del musicista, che gli fu accanto durante gli ultimi anni, aiutandolo anche finanziariamente.

## Analisi

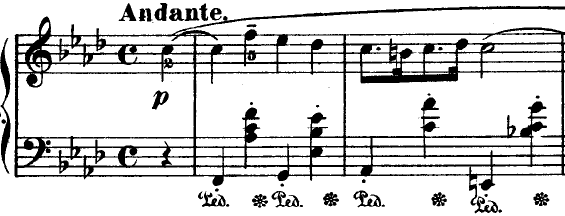
Prime battute del Notturno in Fa minore

Il Notturno, in 4/4, si apre con una malinconica melodia dall'indicazione agogica di Andante che viene ripetuta più volte, accompagnata dal ritmo regolare della mano sinistra con un'andatura simile a quella già utilizzata nel Notturno op.37 n.1. Le ultime due ripetizioni presentano un rafforzamento espressivo con la presenza di terzine di crome suonate all'unisono da entrambe le mani che, affiancate ad accordi di notevole intesità, introducono la sezione centrale, Più mosso, creando una sonorità più viva.
Con l'indicazione Tempo primo vi è il ritorno del tema iniziale che va poco a poco ravvivandosi con veloci terzine; la mano sinistra passa dall'accompagnamento ritmico a un lungo accordo in Fa minore. La Ripresa ripropone solo quattro battute della parte iniziale per poi giungere a una lunga e mirabile Coda dove arpeggi e scale cromatiche che si intrecciano conducono alla conclusione del Notturno, in Fa maggiore, con due intensi accordi arpeggiati.
Il Notturno in Fa minore non viene eseguito molto spesso e non è molto amato dai pianisti; la motivazione sta nella difficoltà di esecuzione nella ripetizione della melodia iniziale; la stessa frase, se non eseguita in modo differente di volta in volta dando un'accentuazione sempre nuova, rischia di diventare monotona ed è perciò richiesta al pianista una particolare sensibilità interpretativa.